# Chlorpromazine
La chlorpromazine est historiquement le premier médicament antipsychotique de première génération. Vendue sous forme de chlorhydrate de chlorpromazine, dénommée Largactil en Europe et Thorazine aux États-Unis, elle fut initialement surnommée la « lobotomie chimique » par le Dr Heinz Lehmann en raison des effets similaires avec cette pratique neurochirurgicale maintenant controversée. Le surnom de « camisole chimique » fut par la suite généralisé en raison de son effet narcotique. Elle possède un effet anxiolytique, hypnotique, antihypertenseur, antiémétique et anticholinergique. Elle est aujourd'hui considérée comme un antipsychotique typique.
Classée comme antipsychotique de 1re génération, cette molécule tend à être abandonnée au profit de produits plus récents dans le traitement des psychoses aiguës et chroniques, comme la schizophrénie et certaines phases maniaques du trouble bipolaire. On l'utilise aussi dans le traitement de la porphyrie, du tétanos, de certains problèmes liés à la croissance chez l'enfant, et comme préanesthésique[Quoi ?] mais aussi à faible dose comme anxiolytique en substitution et/ou association aux benzodiazépines.
Elle fait partie des médicaments existants testés contre le Covid-19, dans le cadre du projet  ReCovery, au Groupe hospitalier universitaire (GHU) Paris psychiatrie & neurosciences.

## Histoire
La chlorpromazine est issue de recherches sur la famille des phénothiazines menées par le laboratoire Rhône-Poulenc. À partir du noyau de phénothiazine, c'est toute une série d'antihistaminiques (antiallergiques) qui ont été mis au point, comme le Phénergan (prométhazine), l'Antergan, etc. Ces produits présentent un effet secondaire sédatif.
Après la découverte par Henry Dale, en 1910, du rôle de l'histamine dans le choc anaphylactique, les chercheurs s'intéressèrent aux antihistaminiques de synthèse. Les premiers résultats essentiels furent atteints dans le laboratoire de chimie thérapeutique d'Ernest Fourneau, à l'Institut Pasteur. Aux côtés d’Ernest Fourneau à l'Institut Pasteur, la biochimiste française Anne-Marie Staub a mené des recherches qui ont permis la mise au point des premiers antihistaminiques. Dans le prolongement de ces découvertes, Halpern obtint, en 1942, la phenbenzamine, médicament actif et peu toxique. Et c'est en 1951 que Paul Charpentier mit au point la chlorpromazine (Largactil) — dont l'évaluation pharmacologique fut confiée à l'équipe dirigée par Simone Courvoisier —  d'abord utilisée en chirurgie par Henri Laborit en association avec la prométhazine (Phénergan). L'année suivante, en 1952, « J Delay et P Deniker virent dans le Largactil, médicament psychotrope, le prototype du médicament psychiatrique ». La voie était ouverte à la chimiothérapie des maladies mentales.
Henri Laborit (1914-1995), chirurgien de la Marine, alors en poste au Val-de-Grâce, menait des recherches, depuis la guerre, sur le choc, ou maladie post-opératoire. C'est en plaçant des cochons d'Inde, fragiles au niveau tissulaire, en état de choc traumatique pour lutter contre ce syndrome, qu'il débute l'utilisation d'antihistaminiques (de l'antihistamine étant libérée dans les états de choc), les échantillons d'anti-histaminiques lui étant fournis par Rhône-Poulenc.
Utilisés seuls, ces produits ne peuvent rien contre le choc. Laborit, avec l'aide de Pierre Huguenard, un des fondateurs de l'anesthésie moderne en France, mélange différents antihistaminiques dans ce qu'ils appellent désormais des « cocktails lytiques ». Laborit remarque que ses patients sont détendus avant l'opération, de laquelle ils récupèrent parfaitement, et qu'en outre, l'usage de ses cocktails lui permet d'opérer quasiment sans anesthésique, ce qui le met sur la voie de l'anesthésie sans anesthésique (neuroleptanalgésie) et de l'anesthésie potentialisée.
Très intrigué par ce qu'il décrit comme « un effet de désintéressement », il demande à Rhône-Poulenc une molécule qui présenterait cet effet non pas en effet secondaire, mais en qualité centrale. Il s'agit du 4560 RP, écarté par Rhône-Poulenc (car trop sédatif et pas assez antihistaminique). Laborit l'expérimente en 1951 avec une collègue psychiatre, Cornélia Quarti, mais cette expérience restera inédite.
Laborit, qui comprend l'intérêt de cette molécule pour la psychiatrie, demande à Hamon, Paraire et Velluz, psychiatres au Val-de-Grâce, d'essayer la molécule. Les psychiatres ne disposent alors que des cures de sommeil par les barbituriques ou des thérapies de choc pour tenter de traiter des patients qui, le plus souvent, sont destinés à passer leur vie à l'asile. Les psychiatres du Val-de-Grâce essaient la molécule en association avec des cures de sommeil et ratent l'effet central de la molécule.
Le gendre de Pierre Deniker, assistant de Jean Delay à Sainte-Anne, assiste aux réunions hebdomadaires que Laborit tient au Val-de-Grâce et où il expose ses résultats. Il sensibilise Deniker aux promesses du 4560 RP. Delay et Deniker commencent alors à effectuer des tests systématiques avec la molécule et ils observent des effets spectaculaires : les catatoniques reprennent la parole et deviennent accessibles à la psychothérapie, les agités maniaques se calment, cessent de hurler et s'alimentent normalement : les asiles, lieux de bruits et de fureur, se transforment radicalement.
C'est le début de ce qui deviendra le premier neuroleptique et qui va, dans un premier temps, se propager en Europe. Deniker sillonnera les asiles d'Europe avec des échantillons de chlorpromazine. Par la suite, sous l’impulsion de Heinz Lehmann, les États-Unis adopteront la molécule, commercialisée sous la dénomination de thorazine. Dès 1953, la Sté Bayer commercialise la molécule dans le monde  germanophone sous licence Rhône-Poulenc.
Son nom commercial « Largactil » signifie « large action ». Il est commercialisé dès 1952 alors que la molécule est encore en test en psychiatrie. Elle n'est à cette époque pas utilisée comme un médicament spécifique du traitement de la psychose. Ses premières indications sont vastes, elles s'étendent du prurit du nourrisson aux règles douloureuses. Néanmoins, l'usage de la chlorpromazine amène Deniker et Delay à repenser totalement la catégorisation des molécules à effet psychotrope et à inventer le terme de « neuroleptique ».
Cette découverte majeure des qualités centrales d'une molécule issue des phénothiazines ne fera pourtant pas l'objet d'un prix Nobel pour Henri Laborit. Il partagera le prix Albert-Lasker (petit Nobel américain) avec Lehman et Deniker en 1957, tandis que Daniel Bovet obtient le prix Nobel la même année pour la découverte des antihistaminiques.

## Effet antiviral supposé contre le SARS-CoV-2
Durant la pandémie de COVID-19 en France, un service hospitalier spécialisé en psychiatrie a constaté que ses soignants étaient plus contaminés par la Covid-19 que ses malades (souvent traités par la chlorpromazine). En mai 2020, une étude-pilote sur 40 malades, coordonnée par le docteur Marion Plaze  teste les propriétés antivirales de la chlorpromazine contre le virus de la COVID-19. Cette molécule avait été repérée par deux articles scientifiques (en 2014 et 2018) comme ayant des effets (in vitro) contre l'infection de cultures cellulaires par les coronavirus responsables des deux précédentes épidémies par le SRAS (en 2002) et le MERS (en 2012).

Cette molécule s'est avérée, lors de travaux conduits par l'Institut Pasteur, freiner la duplication virale in Vitro du SARS-CoV-2 tant sur des cellules animales qu'humaines, et semble diminuer la sévérité des symptômes chez certains patients « à risque » (obésité, troubles cardiovasculaires), aux stades précoces et tardifs de l'infection par le SARS-CoV-2,,.

## Effets indésirables
Les effets indésirables concernent notamment le système moteur extrapyramidal : tremblements, dyskinésies précoces, tardives et invalidantes. Les symptômes extrapyramidaux apparaissent lorsque le taux d'occupation des récepteurs D2 striataux dépassent 80 % (Nyberg et al. 1998). Ces effets secondaires, dont la fréquence d'apparition est supérieure à 10% dans le cas de la chlorpromazine, apparaissent moins fréquents lors de l’utilisation d’antipsychotique atypique tel la clozapine du fait d'une moindre occupation des récepteurs dopaminergiques et/ou d'une plus grande activité antagoniste 5-HT2A sur les récepteurs sérotoninergiques.
Hyperprolactinémie par inhibition de la voie dopaminergique tubéro-infandibulaire entraînant une sécrétion inappropriée d'une hormone : la prolactine, potentiellement responsable d'une impuissance réversible chez l'homme et d'une aménorrhée et d'une galactorrhée chez la femme.
Dyslipidémie possible, avec prise de poids et risque de développement d'un diabète de type 2.
Effets anticholinergiques fréquents : dysurie en cas d'hypertrophie bénigne de la prostate, aggravation d'un glaucome préexistant, sécheresse buccale et infection associée. Mydriase et trouble de l’accommodation.
Abaissement du seuil épileptogène potentiellement responsable de crises épileptiques. Recherche d'antécédents épileptiques éventuels et EEG de surveillance à prévoir si traitement indispensable.

## Chimie
La chlorpromazine est un dérivé de la phénothiazine.

## Fonctions physiologiques
La chlorpromazine est un antagoniste des récepteurs dopaminergiques D2 et des récepteurs sérotoninergiques 5HT2A (caractéristiques des antipsychotiques atypiques plus récents).
100 mg de chlorpromazine équivaut 2 mg d'halopéridol, autre antipsychotique typique de la famille des butyrophénones.

## Divers
La chlorpromazine fait partie de la liste des médicaments essentiels de l'Organisation mondiale de la santé (liste mise à jour en avril 2013).

## Évocations artistiques
Le nom commercial de la chlorpromazine, thorazine en anglais, est déformé en « thorizene » dans la chanson Kill your sons de Lou Reed : « (…) when they shoot you up with thorizene on crystal smoke / you choke like a son of a gun (…) »
Le groupe de métal canadien The Agonist a écrit une chanson nommée Chlorpromazine sur l'album Lullabies for the Dormant Mind.
Le groupe de punk-rock américain The Ramones a réalisé plusieurs chansons qui évoquent la thorazine, l'auteur-compositeur et bassiste du groupe, Dee Dee Ramone, ayant été atteint de troubles bipolaires. Dans ce registre se trouve notamment We're a Happy Family sur l'album Rocket to Russia, sorti en 1977.
Dans l'album Nine Lives du groupe Aerosmith, la chanson The Farm fait également mention de la thorazine.
L'album Gutter Ballet de Savatage (1989) comporte une chanson intitulée Thorazine Shuffle.
Dans le film Shutter Island et dans le roman Shutter Island, le docteur Cawley fait part de l'utilisation de la chlorpromazine dans l'hôpital psychiatrique.
Sur son album Arise sorti en 1985 sur le label Alternative Tentacles, le groupe punk britannique Amebix joue le morceau Largactyl.
Dans leur mini album New Orleans, le groupe punk français Ludwig von 88 chante une chanson intitulé 4560RP.
Dans l'épisode 10 de la saison 6 de Dexter, Debra trouve une boîte de Chlorpromazine prescrite à l'antagoniste principal de la saison.
Dans le film L'Exorciste, la jeune Reagan est soignée un temps avec cette molécule.
Dans le film Las Vegas Parano, le personnage principal (Hunter S Thompson) conseille à son avocat de prendre de la thorazine pour stopper ses bouffées délirantes sous LSD. « Heureusement qu'il y a de la thorazine dans le sac, sinon tu vas passer un sale quart d'heure ! »
Dans le film Terminator 2 : Le Jugement dernier, son utilisation est évoqué pour traiter Sarah Connor.
Dans la série Mayfair Witches, adaptée de la Saga des sorcières, une série de romans écrits par Anne Rice, un médecin est chargé d'administrer chaque jour une piqûre de thorazine à Deirdre Mayfair.
Dans la saison 2 de la série American Horror Story, la Sœur Jude est hospitalisée de force et traitée à la chlorpromazine.